# 马坦萨
马坦萨，是西班牙卡斯蒂利亚-莱昂莱昂省的一个市镇。 总面积54平方公里，总人口286人（001年），人口密度5人/平方公里。